# 세모집 - 세상의 모든 집
《세모집 - 세상의 모든 집》는 TV조선에서 방영된 예능 텔레비전 프로그램이다.

## 기획 의도
정해진 주제에 맞는 세계 각국의 집을 소개하고 집값, 집에 숨어 있는 비밀 맞히기를 통해 도시의 물가와 문화, 사람들의 삶을 들여다보는 프로그램

## 방송 시간
| 방송 채널 | 방송 기간                          | 방송 시간                                   | 비고 |
| --------- | ---------------------------------- | ------------------------------------------- | ---- |
| TV CHOSUN | 2023년 12월 1일 ~ 2023년 12월 22일 | 매주 금요일 밤 10시 ~ 토요일 새벽 12시 30분 |      |
| TV CHOSUN | 2024년 4월 2일 ~2024년 4월 23일    | 매주 화요일 밤 10시 ~ 수요일 새벽 12시 30분 |      |
| TV CHOSUN | 2024년 5월 12일 ~2024년 5월 19일   | 매주 일요일 밤 8시 50분 ~ 밤 10시 30분      |      |

## 출연진
- 붐
- 오상진
- 김광규
- 홍진경
- 홍현희
- 제이쓴